# Capilla Dorada
La Capilla Dorada —del portugués, Capela Dourada— es una capilla construida entre el siglo XVII y XVIII perteneciente a la Orden Franciscana y ubicada en la ciudad de Recife, capital del estado de Pernambuco (Brasil). Forma parte del conjunto de edificios del convento e iglesia de San Antonio, que incluye la iglesia de la Ordem Terceira de São Francisco y el Museo Franciscano de Arte Religioso.

## Historia
La construcción de la capilla fue fruto de una iniciativa de los miembros de la Tercera Orden de San Francisco de Chagas, creada en Recife en el siglo XVI. Como muchos de sus fieles eran acomodados, decidieron erigir una capilla para los novicios de la Orden. La construcción comenzó el 13 de mayo de 1696 por el capitán general Caetano de Melo Castro, siendo maestro de obras el portugués Antônio Fernandes de Matos. La capilla fue abierta al público el 15 de septiembre de 1697, con misa presidida por el comisario visitador Fray Jerônimo da Ressurreição, aunque aún no estaba totalmente terminada, continuando los trabajos hasta 1724.
La construcción tuvo lugar durante una época caracterizada por el auge del poder económico de las plantaciones, los representantes de la nobleza y las cofradías adineradas, tres de los estamentos más tradicionales de la región nordeste de Brasil. Desde 1938, ha sido catalogada como Monumento Nacional por el Instituto del Patrimonio Histórico y Artístico Nacional (IPHAN).

## Interior
La capilla es uno de los mayores monumentos barrocos del país. Se caracteriza por sus elaborados detalles, pinturas y esculturas, con tallas de cedro portugués recubiertas de finas capas de oro de veintidós quilates. Todas las imágenes de la iglesia provienen de Portugal, a excepción de una de la Virgen de las Novicias, tallada en madera de cedro, obra del escultor pernambucano Manuel da Silva Amorim. Las paredes y el techo del edificio disponen de varios paneles pintados al óleo. Los altares laterales tienen un retablo que representa a distintos mártires y santos, y la imagen del Cristo Atado cuenta con incrustaciones de rubíes. El artista portugués Antônio Martins Santiago realizó las tallas de la capilla mayor, que presenta dos hornacinas para las imágenes de san Cosme y san Damián.